# Jan Debrouwere
Jan Debrouwere (Niel, 28 augustus 1926 - Antwerpen, 2 juni 2009) was een Belgisch journalist en communistisch politicus voor de KPB.

## Levensloop
Debrouwere was afkomstig van het "rode" Hellegat in Niel. Hij werd redacteur en politiek directeur van het tijdschrift De Roode Vaan. In deze hoedanigheid publiceerde hij - samen met Jef Turf - meermaals over de relatie tussen de arbeidersbeweging en de Vlaamse kwestie. Tevens was hij actief in het Komitee voor Democratisch Federalisme (KDF).
Jan Debrouwere was jarenlang lid van het Centraal Comité en het Politiek Bureau van de Kommunistische Partij van België (KPB-PCB). Hij was ook een tijd provincieraadslid voor de KPB en de internationaal vertegenwoordiger van deze partij in onder andere de DDR en Roemenië.